# 話し手
| ウィキペディアには「話し手」という見出しの百科事典記事はありません（タイトルに「話し手」を含むページの一覧/「話し手」で始まるページの一覧）。 代わりにウィクショナリーのページ「はなして」が役に立つかもしれません。 |